# Gołąb czarny
Gołąb czarny (Columba janthina) – gatunek średniej wielkości ptaka z rodziny gołębiowatych (Columbidae). Występuje na wyspach Morza Wschodniochińskiego. To największy przedstawiciel rodzaju Columba. Gatunek najmniejszej troski.

## Taksonomia
Po raz pierwszy gatunek opisał Coenraad Jacob Temminck w 1830 na łamach Nouveau recueil de planches coloriées d'oiseaux. Nowemu gatunkowi nadał nazwę Columba janthina, podtrzymywaną obecnie (2019) przez Międzynarodowy Komitet Ornitologiczny (IOC). Do opisu dołączona była tablica barwna opatrzona numerem 503. Biała półobroża gołębia srebrnokryzego (C. jouyi) mogła wyewoluować jako cecha odróżniająca te ptaki od gołębi czarnych, które pojawiły się później i z większym sukcesem zasiedlały nowe tereny. Mogły zepchnąć gołębie srebrnokryze i bonińskie (C. versicolor), również wymarłe, na granice swoich nisz ekologicznych i zasięgu występowania.

## Podgatunki i zasięg występowania
IOC wyróżnia następujące podgatunki:
- gołąb czarny[6] C. j. janthina Temminck, 1830 – niewielkie wyspy na południowy zachód od wybrzeża Korei Południowej, u wybrzeża Japonii na południe po północne wyspy Riukiu[7]
- gołąb purpurowy[6] C. j. nitens (Stejneger, 1887) – wyspy Ogasawara i Kazan[7]
- C. j. stejnegeri (Kuroda, Nagamichi, 1923) – południowe wyspy Riukiu (wyspy Sakishima)[7]

## Morfologia
Długość ciała wynosi 37–43,5 cm, masa ciała około 397 g. Dalszy opis dotyczy ptaków podgatunku nominatywnego. W upierzeniu dominuje kolor smoliście czarny, brzuch jest nieco jaśniejszy, zaś lotki – bardziej brązowe. Obszar od czoła do karku wykazuje mocną fioletowo-zieloną opalizację, której widoczna w danym momencie barwa zmienia się wraz z kątem padania światła. Sztywne pióra na szyi mają błyszczące na zielono-fioletowo końcówki. Górna część grzbietu także mieni się na zielono-fioletowo, tak jak i obszar od niższej części płaszcza do kupra, ten jednak z mniejszą intensywnością. Barkówki i pokrywy skrzydłowe oleiście zielone, połysk występuje głównie na krawędziach piór. Pierś intensywnie błyszczy się na zielono-fioletowo, brzuch i boki połyskują nieregularnie, nie na wszystkich piórach. Sterówki i lotki są matowe. Brązowy spód lotek wyraźnie kontrastuje z czarnymi pokrywami podskrzydłowymi. Tęczówka brązowa, dziób ciemny, niebieskozielony. Stopy czerwone. Samice trudno odróżnić od samców, cechują je mniejsze wymiary i mniej połysku na spodnich partiach ciała. Gołębie purpurowe od czarnych odróżnia jasna głowa wyraźnie odcinająca się od czarnej reszty ciała. Przedstawiciele C. j. stejnegeri nie różnią się znacząco od pozostałych.

## Ekologia i zachowanie
Środowiskiem życia gołębi czarnych są gęste lasy subtropikalne i ciepłe lasy wiecznie zielone szerokolistne na wyspach. Żywią się głównie nasionami kamelii (Camellia), jednak zjadają również inne nasiona, pąki kwiatowe i owoce. Na Okinawie widywano te gołębie, jak latem wczesnym rankiem piły wodę z oceanu. W północnej części wspomnianej wyspy obserwowano grupowo odpoczywające gołębie czarne, które nocowały w grupach liczących ponad 20 osobników. Opuszczały miejsca spoczynku od 25 minut przed wschodem słońca do godziny po wschodzie słońca.

### Lęgi
Okres lęgowy trwa od lutego do września, jednak jaja i młode stwierdzano również pod koniec jesieni i w zimie. Zaloty składają się między innymi z popisów w locie. Gniazdo mieści się w dziupli lub między drzewami. Zniesienie liczy 1 jajo. Brak dalszych informacji.

## Status i zagrożenia
IUCN od 2023 roku uznaje gołębia czarnego za gatunek najmniejszej troski (LC, Least Concern); wcześniej od 1988 roku był uznawany za gatunek bliski zagrożenia wyginięciem (NT, Near Threatened). Liczebność populacji nie została oszacowana, ale ptak ten opisywany jest jako rzadki. Trend liczebności populacji uznawany jest za stabilny. Zagrożeniem dla tych ptaków jest odłów i wycinka lasów. Na głównych wyspach Japonii nie występują, na kilku innych wymarły w latach 80. XX wieku.